# William H. McMaster
William H. McMaster (Monona megye, 1877. május 10. – Dixon, 1968. szeptember 14.) az Amerikai Egyesült Államok szenátora (Dél-Dakota, 1925–1931).